# Vehkosaari (ö i Mellersta Finland, Saarijärvi-Viitasaari)
Vehkosaari är en ö i norra delen av sjön Keitele i Finland. Den ligger i sjön Ylä-Keitele och i kommunen Viitasaari i den ekonomiska regionen  Saarijärvi-Viitasaari och landskapet Mellersta Finland, i den centrala delen av landet, 300 km norr om huvudstaden Helsingfors. Öns area är 83,1 hektar och dess största längd är 2 kilometer i nord-sydlig riktning. Öster om Vehkosaari ligger den ungefär lika stora ön Jurvansaari. I Kellosalmi, det omkring 100 meter breda sundet mellan dem ligger den med Vehkosaari förbundna lilla halvön Kellosaari.